# Lions (album)
| Recensione | Giudizio |
| ---------- | -------- |
| AllMusic   |          |

Lions è il sesto album in studio del gruppo musicale statunitense The Black Crowes, pubblicato dalla V2 Records nel 2001.

## Tracce
Testi e musiche di Chris Robinson e Rich Robinson.
1. Midnight from the Inside Out – 4:21
2. Lickin' – 3:42
3. Come On – 2:58
4. No Use Lying – 4:57
5. Losing My Mind – 4:26
6. Ozone Mama – 3:54
7. Greasy Grass River – 3:20
8. Soul Singing – 3:54
9. Miracle to Me – 4:42
10. Young Man, Old Man – 4:14
11. Cosmic Friend – 5:23
12. Cypress Tree – 3:41
13. Lay It All on Me – 5:29

## Formazione
Gruppo
- Chris Robinson – voce, armonica a bocca
- Rich Robinson – chitarra, basso, pianoforte in Lay It All on Me
- Audley Freed – chitarra
- Steve Gorman – batteria
- Eddie Harsch – tastiere

Altri musicisti
- Don Was – basso in Come On e Lay It All on Me
- Craig Ross – chitarra in Greasy Grass River
- Maxine Waters, Oren Waters, Rose Stone, Julie Waters – cori